# Huanggang
Huanggang (en xinès simplificat: 黄冈, xinès tradicional: 黃岡, pinyin: Huánggāng) és una ciutat-prefectura de l'est de la província de Hubei, a la Xina. Està situada al nord de la zona mitjana del riu Iang-Tsé, amb les muntanyes Dabie al nord. Limita amb Henan al nord, Anhui a l'est i Jiangxi al sud.
La regió administrativa inclou 17.453 quilòmetres quadrats i una població de 7,4 milions al cens de 2017, dels quals 366.769 resideixen a l'àrea urbana.

## Subdivisió
Huanggang es divideix en 7 xians, 2 ciutats-xian i 1 districte:
- Districte de Huangzhou (黄州区)
- Ciutat de Wuxue (武穴市)
- Ciutat de Macheng (麻城市)
- Xian de Hong'an (红安县)
- Xian de Luotian (罗田县)
- Xian de Yingshan (英山县)
- Xian de Xishui (浠水县)
- Xian de Qichun (蕲春县)
- Xian de Huangmei (黄梅县)
- Xian de Tuanfeng (团风县)

| Mapa                                                                             |
| -------------------------------------------------------------------------------- |
| Huangzhou Tuanfeng Hong'an Xishui Qichun Huangmei Luotian Yingshan Wuxue Macheng |

## Economia
L'economia es basa en la medicina, l'agricultura i el turisme.

## Fills il·lustres
- Liu Xinglong (1956 -) escriptor. Premi Mao Dun de Literatura de l'any 2011.